# Cartoon Network Fülöp-szigetek
A Cartoon Network Fülöp-szigetek (angolul: Cartoon Network Philippines) a Cartoon Network rajzfilmadó Fülöp-szigeteki adásváltozata, amely 1995. június 7-én indult el. Indulása előtt is fogható volt már a Cartoon Network Ázsia az országban. Az adásváltozat 2014 elején beleolvadt a Cartoon Network Délkelet-Ázsiába.

## Története
A Cartoon Network 1994. január 1-je óta elérhető a Fülöp-szigeteken, de ekkor még csak a csatorna délkelet-ázsiai változatát lehetett fogni, angol nyelven. A helyi változat 1995. június 7-én kezdte meg a sugárzást.